# Suta
Suta is een geslacht van slangen uit de familie koraalslangachtigen (Elapidae) en de onderfamilie Elapinae.

## Naam en indeling
De wetenschappelijke naam van de groep werd voor het eerst voorgesteld door Eric Worrell in 1961. De slangen werden eerder aan andere geslachten toegekend, zoals Denisonia, Unechis, Parasuta en Hoplocephalus. Er zijn elf soorten, inclusief de pas in 2020 beschreven soort Suta gaikhorstorum.

## Uiterlijke kenmerken
De slangen bereiken een lichaamslengte van ongeveer 50 tot 60 centimeter. De kop is vaak duidelijk te onderscheiden van het lichaam doordat deze een donkere kleur heeft. De ogen zijn relatief klein of juist groot en hebben een donkere iris en een elliptische pupil. De slangen hebben 15 tot 19 rijen schubben in de lengte op het midden van het lichaam, zelden 21. De caudale schubben en de anale schub zijn ongepaard.

## Levenswijze
De slangen zijn 's nachts actief en jagen op kleine gewervelde dieren zoals kikkers en hagedissen, ook kleine zoogdieren worden buitgemaakt. Alle soorten zijn levendbarend; de juvenielen komen volledig ontwikkeld ter wereld. De slangen zijn giftig en met name grotere exemplaren worden beschouwd als zeer gevaarlijk voor mensen.

## Verspreiding en habitat
De slangen komen endemisch voor in delen van Australië en leven in de deelstaten New South Wales, Noordelijk Territorium, Queensland, Victoria, West-Australië en Zuid-Australië. De habitat bestaat uit savannen, graslanden, woestijnen en bossen.

## Beschermingsstatus
Door de internationale natuurbeschermingsorganisatie IUCN is aan tien soorten een beschermingsstatus toegewezen. De slangen worden beschouwd als 'veilig' (Least Concern of LC).

## Soorten
Het geslacht omvat de volgende soorten, met de auteur en het verspreidingsgebied.
| Naam               | Auteur                                      | Verspreidingsgebied                                                                                       |
| ------------------ | ------------------------------------------- | --- |
| Suta dwyeri        | Worrell, 1956                               | Australië (New South Wales, Queensland)                                                                   |
| Suta fasciata      | Rosén, 1905                                 | Australië (West-Australië)                                                                                |
| Suta flagellum     | McCoy, 1878                                 | Australië (New South Wales, Noordelijk Territorium, Queensland, Victoria, West-Australië, Zuid-Australië) |
| Suta gaikhorstorum | Maryan, Brennan, Hutchinson & Geidans, 2020 | Australië (West-Australië)                                                                                |
| Suta gouldii       | Gray, 1841                                  | Australië (West-Australië)                                                                                |
| Suta monachus      | Storr, 1964                                 | Australië (Noordelijk Territorium, West-Australië, Zuid-Australië)                                        |
| Suta nigriceps     | Günther, 1863                               | Australië (New South Wales, Victoria, West-Australië, Zuid-Australië)                                     |
| Suta ordensis      | Storr, 1984                                 | Australië (West-Australië, mogelijk in Noordelijk Territorium)                                            |
| Suta punctata      | Boulenger, 1896                             | Australië (Noordelijk Territorium, Queensland, Victoria, West-Australië)                                  |
| Suta spectabilis   | Krefft, 1869                                | Australië (New South Wales, Noordelijk Territorium, Queensland)                                           |
| Suta suta          | W. Peters, 1863                             | Australië (New South Wales, Noordelijk Territorium, Queensland, Victoria, West-Australië, Zuid-Australië) |